# Deutsch-Wagram
Deutsch-Wagram là một thị xã ở bang Niederösterreich. Thị xã có cự ly 15 km về phía đông bắc Viên và có dân số 6808 người theo điều tra dân số năm 2001.
Deutsch-Wagram là nơi diễn ra trận Wagram trong chiến tranh Napoleon từ ngày 5-6/6 năm 1809.

## Nhân vật
- Thomas Forstner
- Johann Sahulka